# 岩名美樹

岩名 美樹（いわな みき、1977年1月1日 - ）は、日本の気象予報士。日本気象協会東海支社勤務。

## プロフィール
三重県伊賀市出身、血液型はA型。2010年、気象キャスターネットワーク加入。
趣味は料理、花見と紅葉狩り、スノーボード、温泉めぐりなど。　

## 出演番組
- イッポウ（天気予報・CBCテレビ）
- サタデー生ワイド そらナビ（2008年11月29日のゲスト出演）